# Sun Devil Stadium

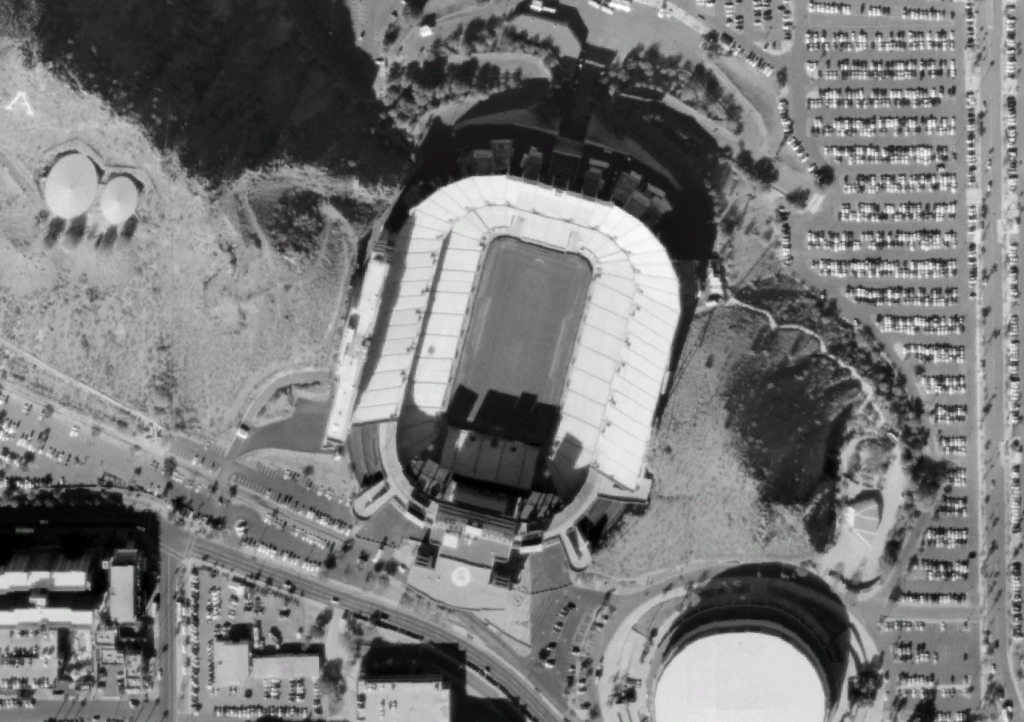
Image satellite en 2002

Le Sun Devil Stadium ou Frank Kush Field (surnommé The Valley of the Sun) est un stade situé à Tempe, dans la banlieue de Phoenix en Arizona. 
Le stade, propriété de l'université d'État de l'Arizona, est utilisé par l'équipe universitaire de football américain des Sun Devils d'Arizona State évoluant en NCAA Division I FBS.
Il offre une capacité de 55 000 places et possède 68 suites de luxe ainsi que 4 928 sièges de club.

## Histoire
Il est inauguré en 1958 pour remplacer le Goodwin Stadium (1936-1958) qui avait lui-même succédé au Irish Field (1927-1935) et au Normal Field (1897-1926).
Sa capacité originale était de 30 000 places, mais passe à 57 722 en 1976 puis à 73 379 en 1988 avec l'arrivée de la franchise des Cardinals de l'Arizona. Ces derniers y jouent de 1988 à 2005 avant de déménager au University of Phoenix Stadium. 
Le Sun Devil Stadium accueille le Super Bowl XXX en 1996 et les éditions du Fiesta Bowl entre 1971 et 2006 (le Fiesta Bowl est disputé par la suite au University of Phoenix Stadium).
Des rénovations majeures, ont conduit à la réduction progressive de sa capacité, passant de 71 000 en 2014 à 55 000 places en 2018.

## Événements
- Le 14 septembre 1987, le Pape Jean-Paul II visite Phoenix et célèbre une messe dans le stade où tous les logos Sun Devil et le mot Devil (diable) ont dû être dissimulés pour que le pape accepte d'y entrer ;
- Le Super Bowl XXX joué le 28 janvier 1996 ;
- Les Fiesta Bowls joués de 1971 à 2006 ;
- Le stade est utilisé comme lieu de tournage de plusieurs films/documentaires au fil des ans[1] :
  - En 1996, Jerry Maguire, blockbuster de Cameron Crowe ;
  - En 1988, Rattle and Hum, documentaire sur le groupe rock U2 ;
  - En 1982, Rolling Stones (ou Let's Spend the Night Together), film du concert du groupe rock The Rolling Stones ;
  - En 1976, A Star is Born, film avec Barbra Streisand et Kris Kristofferson[2] ;
  - En 1987, Arizona Junior (Raising Arizona), film des frères Cohen[3] ;
  - En 1980, La Grosse Magouille (Used Cars), une comédie satirique coécrite et dirigée par Robert Zemeckis ;
  - En 2003, la fin du dernier épisode de la série de télé réalité The Amazing Race 4 ;
  - En 2009, The U (en) un documentaire faisant partie de la série 30 for 30 d'ESPN sur le programme de football américain de l'université de Miami[4].